# آرتور سمیوئل
آرتور لی سمیوئل (به انگلیسی: Arthur Samuel) (۵ دسامبر ۱۹۰۱ – ۲۹ ژوئیه ۱۹۹۰) یکی از پیشگامان هوش مصنوعی اهل ایالات متحده آمریکا بود. او در سال ۱۹۵۹ اصطلاح «یادگیری ماشینی» (Machine Learning) را ابداع کرد. به نظر می‌رسد که «برنامهٔ چکرزباز ساموئل» نخستین برنامهٔ رایانه‌ای خودیادگیرنده باشد، و به این ترتیب از اولین برنامه‌هایی به شمار می‌رود که مفاهیم اساسی هوش مصنوعی در آن نمود یافته بود. همچنین، ساموئل یکی از اعضای ارشد در جامعهٔ برنامه حروف‌چینی تک بود و در سال ۱۹۸۳، یکی از نخستین راهنماهای تک را نگاشت.

## زندگی‌نامه
ساموئل در ۵ دسامبر ۱۹۰۱ در امپوریا، کانزاس به دنیا آمد و در سال ۱۹۲۳ از کالج امپوریا در کانزاس فارغ‌التحصیل شد. او در سال ۱۹۲۶ مدرک کارشناسی ارشد خود را در رشته مهندسی برق از مؤسسه فناوری ماساچوست دریافت کرد و به مدت دو سال به عنوان مربی تدریس کرد. در سال ۱۹۲۸، او به آزمایشگاه‌های بل پیوست، جایی که بیشتر روی لامپ خلاء، از جمله بهبود رادار در طول جنگ جهانی دوم، کار می‌کرد. او یک سوئیچ گیرنده تخلیه گاز (Tube TR) ایجاد کرد که امکان استفاده از یک آنتن را برای هر دو انتقال و دریافت فراهم می‌کرد.

## جوایز
- جایزه پیشتازان رایانه (۱۹۸۷)